# Tomás Mestre Vives
Tomás Mestre Vives (Valls, Tarragona, 1937) es un politólogo español que investiga sobre la historia de América Latina.

## Biografía
Mestre Vives es licenciado (1959) y doctor (1968) en Ciencias Políticas, Económicas y Comerciales. Desde 1975 es profesor titular de la Facultad de Ciencias Políticas y Sociología de Universidad Complutense de Madrid donde enseña Historia Contemporánea de América Latina.

## Obras
- Sociedad y nación en Sales y Ferre. In: Revista de Estudios Políticos, n. 124, 1962, p. 133-146. ISSN 0048-7694
- La política internacional como política de poder. Labor, 1979.
- La política iberoamericana del gobierno socialista español. Instituto de Cuestiones Internacionales, 1985.
- Balance crítico de dos siglos de Iberoamérica (XIX-XX). Madrid: Ediciones Libertarias, 2001. ISBN 84-7954-600-X Sinopsis

- "África como conflicto." Madrid: Edicusa, 1968 [Cuadernos para el Diálogo]